# 짐바브웨의 마천루 목록

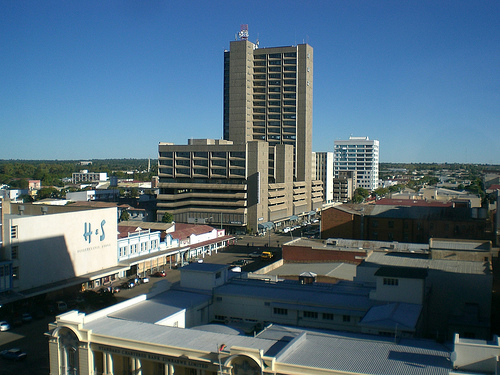
불라와요의 중심 업무 지구

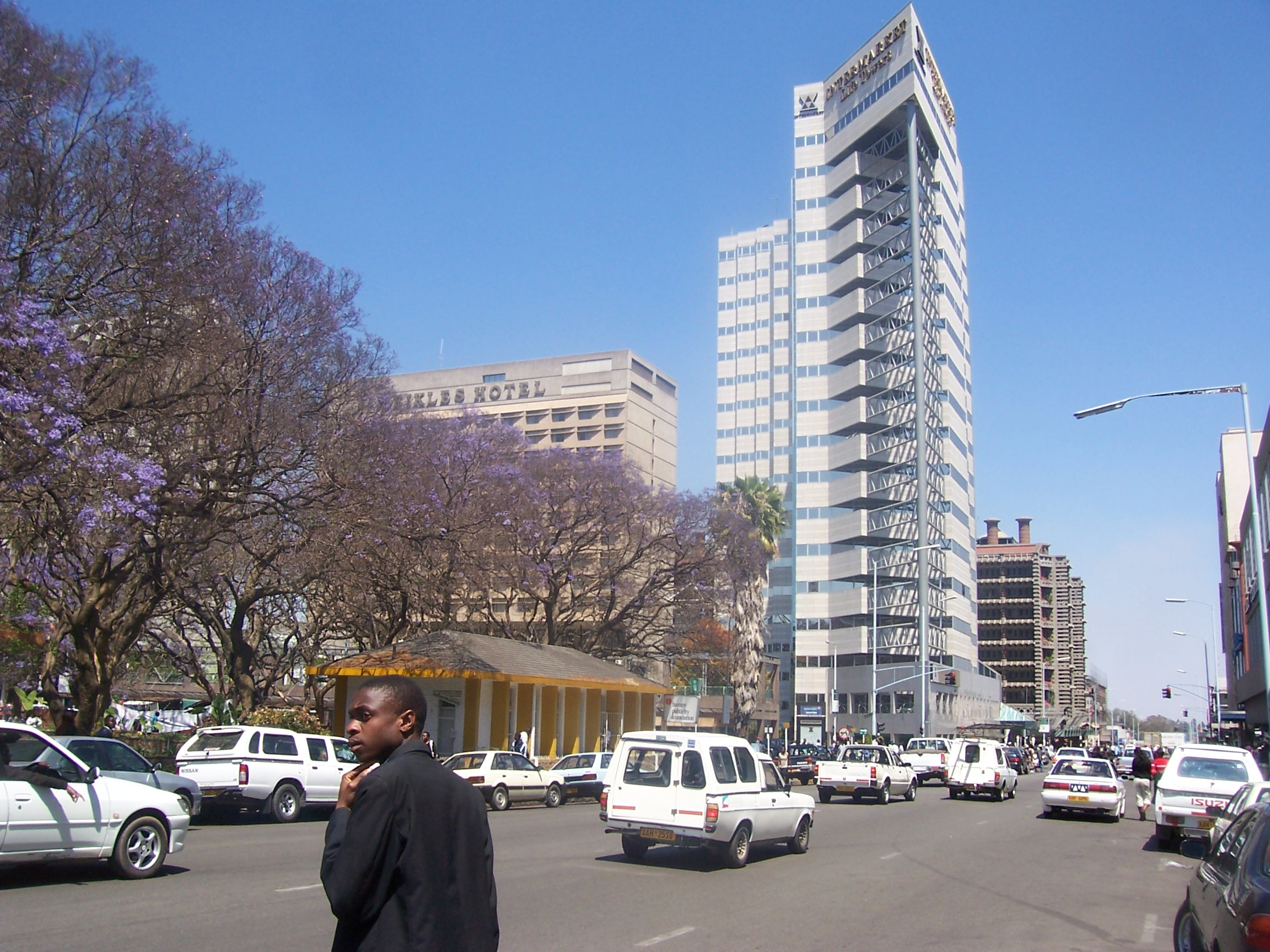
하라레의 마천루

짐바브웨에는 100m 이상의 마천루가 4채, 35m 이상의 건물이 30채가 있다. 짐바브웨에서 가장 높은 마천루는 신중앙은행 타워로, 120m이다. ABC 빌딩은 즈비샤바네에 건설될 예정이었으나 무산되었다. 짐바브웨 대부분의 마천루는 수도인 하라레에 밀집되어 있다.
현재 짐바브웨에서는 건설 중이거나 제안된 마천루 계획은 없다.

## 목록
| 건물             | 높이           | 층수 | 완공 | 도시     |
| ---------------- | -------------- | ---- | ---- | -------- |
| 신중앙은행 타워  | 120 m (390 ft) | 28   | 1997 | 하라레   |
| NRZ 본사         | 110 m (360 ft) | 23   | 1985 | 불라와요 |
| 조이나 시티      | 105 m (344 ft) | 24   | 2010 | 하라레   |
| 카리가몸베 센터  | 92 m (302 ft)  | 20   | 1985 | 하라레   |
| 리빙스턴 하우스  | 80 m (260 ft)  | 20   | 불명 | 하라레   |
| 밀레니엄 타워스  | 77 m (253 ft)  | 19   | 2000 | 하라레   |
| 얼 그레이 빌딩   | 76 m (249 ft)  | 21   | 불명 | 하라레   |
| 카구비 빌딩      | 73 m (240 ft)  | 18   | 불명 | 하라레   |
| 올드 뮤추얼 센터 | 72 m (236 ft)  | 18   | 불명 | 하라레   |
| 케닐워스 타워    | 75 m (246 ft)  | 20   | 1988 | 불라와요 |

### 미완공
| 건물     | 높이             | 층수 | 완공 | 도시       | 상태    |
| -------- | ---------------- | ---- | ---- | ---------- | ------- |
| ABC 빌딩 | 141.1 m (463 ft) | 33   | 1976 | 즈비샤바네 | 계획 중 |

## 같이 보기
- 아프리카의 마천루 목록